# Franz Josef Lochmatter

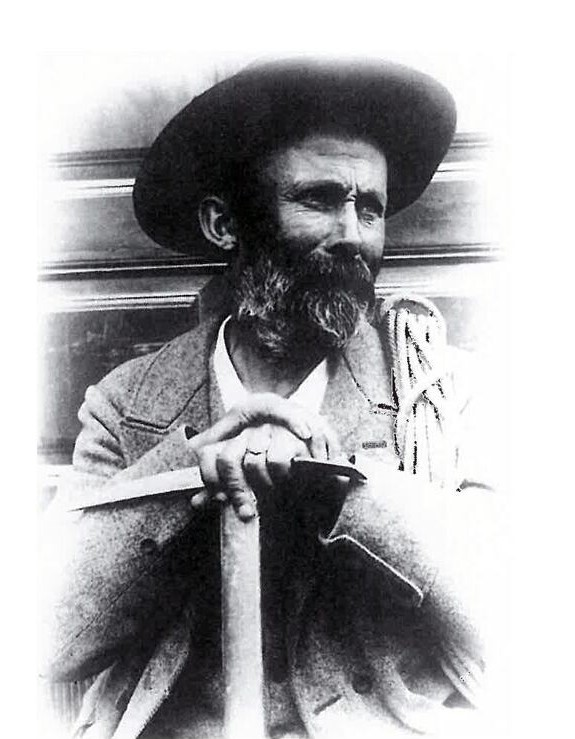
Franz Josef Lochmatter

Franz Josef Lochmatter (* 1825 in St. Niklaus; † 1897 in Macugnaga) war ein Schweizer Hotel-, Bergsteiger- und Bergführerpionier. Er  führte den ersten alpinen Eispickel in der Schweiz ein. Franz Josef Lochmatter ist zudem der Tourismuspionier von Macugnaga.

## Familie
Franz Josef Lochmatter aus St. Niklaus im Schweizer Kanton Wallis ist der älteste Bruder von Josef Marie Lochmatter, dem Begründer und Stammhalter der bekannten St. Niklauser Bergführerdynastie. Er verheiratete sich in Macugnaga. Seine Frau starb im Jahre 1908. Das Ehepaar Lochmatter hatte zwei Töchter.

## Hotel Monte Rosa
Franz Josef Lochmatter baute und eröffnete im Jahre 1854 das erste Hotel in Macugnaga. Er nannte es «Monte Rosa». Franz Josef Lochmatter ist somit der Tourismuspionier von Macugnaga. Nach dem Tod des Ehepaars Lochmatter wurde das Hotel von Luigi Jonghi weitergeführt.

## Bergführer und Pionier
U.a. mit seinen beiden Brüdern Josef Marie und/oder Alexander unternahm Franz Josef Lochmatter Touren in die Alpen, wobei Franz Josef das Bergführerwesen in seiner Heimatgemeinde St. Niklaus und seiner Wohngemeinde Macugnaga etablierte.
Um 1860 brachte er den ersten Pickel, der in Chamonix in Gebrauch war, ins Nikolaital bzw. in die Schweiz.
Im Jahre 1861 war er der Erstbesteiger des Liskamms (4527 m ü. M.) und im Jahre 1867 des Jägerhorns (3970 m ü. M.).

## Erstbegehungen (Auswahl)
- 19. August 1861: Erstbesteigung des Liskamm (4527 m ü. M.)
- 17. Juli 1867: Erstbesteigung des Jägerhorns (3970 m ü. M.)
- 1875: Erstbesteigung der Seewjinenlücke (Bocchetta di Seewjinen 3108 m ü. M.)[5]
- die weiteren Erstbegehungen siehe folgend unter Literatur